# NGC 4799
NGC 4799 este o hi (21cm) source⁠(d) situată în constelația Fecioara. A fost descoperită în 30 aprilie 1786 de către William Herschel. Se află la o distanță de 46,77 de megaparseci de Pământ.